# Ryuji Akiba
Ryuji Akiba (秋葉 竜児 Akiba Ryūji?, nacido el 13 de junio de 1984 en Numazu, Shizuoka) es un exfutbolista japonés. Jugaba de centrocampista y su último club fue el Vegalta Sendai de Japón.

## Trayectoria

### Clubes
| Club                 | País  | Año         |
| -------------------- | ----- | ----------- |
| Nagoya Grampus Eight | Japón | 2003        |
| Vegalta Sendai       | Japón | 2004 - 2005 |